# Barrio de Laurel Segunda Sección
Barrio de Laurel Segunda Sección är en ort i kommunen Temoaya i delstaten Mexiko i Mexiko. Samhället hade 713 invånare vid folkräkningen 2020.